# Argininosuccinate lyase
L'argininosuccinate lyase (ASL) est une lyase qui catalyse la réaction :
2-(Nω-L-arginino)succinate  {\displaystyle \rightleftharpoons }  fumarate + L-arginine.
Cette enzyme cytosolique du foie intervient dans le cycle de l'urée et dans la biosynthèse de l'arginine chez tous les organismes, ainsi que dans la production d'urée chez les organismes uréotéliques (en).